# TBS 수요극장
수요극장(일본어: 水曜劇場)은 TBS 텔레비전 계열에서 매주 수요일의 드라마이다.

## 작품 소개
- 《순애 시리즈》
  - 순애 시리즈 봄의 영혼
  - 순애 시리즈 상처 투성이의 밤
  - 순애 시리즈 타케시
  - 순애 시리즈 작은 가슴에
  - 순애 시리즈 인연
  - 순애 시리즈 여우비
- 《여기 사회부》
- 《에스피오 나지 숨겨진 전사》
- 《부자매》
- 《석양과 권총》
- 《아시아의 벽돌》
- 《국제사건기자》
- 《니레집의 사람들》
- 《아! 부부》 (제1부)
- 《한시치 포물장》 (제1부)
- 《아! 부부》 (제2부)
- 경작 여우 시리즈
  - 슬픔 이여 안녕
  - 레몬 같은 여자
  - 마마의 저금
  - 세계에서 제일 좋아하는 사람
  - 한가안경
- 《한시치 포물장》 (제2부)
- 《어질어질 일기》
- 《색에서 향기가 난다》
- 《추적》
- 《킨키라킨》
- 《이상한 사이》
- 《기다리고 있습니다》
- 《단감 지부 감 매단 감》
- 《시간이에요》 (제1부)
- 《이끼 콧코!》
- 《밀감 금귤 여름 밀감》
- 《시간이에요》 (제2부)
- 《네에 지금》
- 《안녕》
- 《뻐꾸기 왈츠》
- 《시간이에요》 (제3부)
- 《딸은 딸》
- 《데라우치 간타로 일가》
- 《시간이에요 쇼와 원년》
- 《데라우치 간타로 일가 2》
- 《꽃보라 사다리 일가》
- 《벚꽃의 노래》
- 《둘이서 혼자》
- 《난숙시대 육아전쟁》
- 《무》
- 《세이코 추타로 - 인숙 상용 부부 항담》
- 《무 일족》
- 《열애 일가·LOVE》
- 《귀로~마마 돈트 크라이》
- 《귀로 PART2》
- 《왜 첫사랑·남풍》
- 《하시다 드라마 중매 결혼》
- 《행복전쟁》
- 《이백삼 고지 사랑은 죽음 있습니까》
- 《주먹에 입맞춤》
- 《딸이 가출 한 여름 가정이란?》
- 《여기까지는 다른 사람》
- 《아카네씨의 도시락》
- 《하시다 드라마 결혼》
- 《부부도》 (제2시리즈)
- 《하시다 수하자 드라마 이웃집 잔디》
- 《아사미 미츠히코~최종장~》
- 《붉은 순무 검사 교토편》
- 《아이리스》